# Anarchopterus tectus
Anarchopterus tectus är en fiskart som först beskrevs av Dawson 1978.  Anarchopterus tectus ingår i släktet Anarchopterus och familjen kantnålsfiskar. Inga underarter finns listade i Catalogue of Life.